# Officier sous contrat
Pour les articles homonymes, voir OSCE.
 (octobre 2020).
Si vous disposez d'ouvrages ou d'articles de référence ou si vous connaissez des sites web de qualité traitant du thème abordé ici, merci de compléter l'article en donnant les références utiles à sa vérifiabilité et en les liant à la section « Notes et références ».
Le corps des officiers sous contrat (OSC) est un corps d'encadrement du ministère de la Défense créé en 2000 par le décret no 2000-511 relatif aux officiers sous contrat.

## Organisation générale et juridique
Les officiers sous contrat sont rattachés aux divers corps d'officiers de carrière. Ils ont, à grade égal, les mêmes droits et devoirs que ces derniers. Le statut général des militaires s'applique à eux.
L'officier sert en vertu d'un contrat. La durée maximale de service dans le corps est fixée à 20 ans. Les officiers signent un contrat d'une durée maximale de 10 ans. Ils peuvent continuer à servir au-delà de cette limite en accédant au statut d'officier de carrière durant leur parcours professionnel. Cette procédure peut être lancée sur dossier ou est automatique lors de la réussite à l'École de guerre.

## Armée de Terre

### Condition de recrutement
Comme les recrutements de la catégorie A de la fonction publique, les candidats doivent être titulaires d'un Bac + 2 validé pour postuler.

### Les OSC spécialistes
Les OSC spécialistes sont recrutés au niveau bac + 3 minimum. Ils ne participent pas directement à l'encadrement opérationnel. Recrutés dans des domaines divers et hautement spécialisés comme l'informatique, le génie civil, les finances et le contrôle de gestion, les OSC spécialistes effectuent un travail proche de l'équivalent dans le civil. Le recrutement est ouvert à partir du niveau bac + 3, mais en pratique le recrutement se fait souvent à un niveau bac + 5 (diplôme d'IEP, d'ESC ou un master) avec une première expérience.

## Marine nationale
Les officiers sous-contrat sont rattachés à l'un des deux corps des officiers de carrière :
- officier de marine sous contrat (OM/SC) - Graduate Program ;
- officier spécialisé de la marine sous contrat (OSM/SC).

De plus certains officiers peuvent être recruté dans une spécialité d'officier d'état major (OSC/EM).

### Conditions de recrutement
Les conditions à remplir sont les suivantes :
- les candidats doivent être titulaires d'un bac + 3 minimum pour postuler (titulaire d'un diplôme d'ingénieur, de commerce ou de sciences-politiques). Cependant, le niveau du recrutement réel se situe en général autour d'un bac + 5 scientifique ;
- être de nationalité française ;
- avoir accompli la journée de défense et citoyenneté ;
- être âgé de plus de 21 ans et moins de 30 ans (moins de 27 ans pour les spécialités suivantes :C-OPS / ENPRO / COA) le 1er janvier de l'année de recrutement.

### Officier de marine (OM)
Les OSC rattachés au corps des officiers de marine sont recrutés, comme leurs camarades de l'École navale suivant deux filières, ils se spécialiseront au cours de leur formation à l'École navale (6 mois de formation à l'École navale + 6 mois de mission Jeanne d'Arc) :
- conduite des opérations (C-OPS) : il encadre les équipes chargées de la navigation et de la mise en œuvre des systèmes d'armes du bâtiment. Au cœur des missions maritimes, il occupe des fonctions de chef de quart en passerelle à bord des différents bâtiments de la Marine nationale. Les jeunes officiers pourront durant la formation à l'École navale et durant la mission Jeanne d'Arc choisir une spécialité :
  - orientations possibles sur bâtiments de surface ou sous-marins (détecteur, lutte anti surface, lutte anti-sous-marine, missilier artilleur, systèmes d'information et de communications) ou sur des spécialités à sélection (pilote, commandos, plongeurs démineurs) ;

- énergie et propulsion (ENPRO) : ces officiers sont destinés à assurer l'expertise technique sur les navires de la Marine nationale, ils assurent notamment la direction de la conduite et de la maintenance des installations de propulsion des navires de la marine. Chef d'équipe, il est également responsable de la sécurité et de la prévention des incendies et coordonne les travaux lors des périodes d'entretien. Au cœur des opérations maritimes, il occupe des fonctions de chef de quart en poste de commandement machines à bord des différents navires :
  - orientations possibles : énergie-propulsion - ENSURF (bâtiments de surface), Energie-aéronautique - ENERA (aéronefs), énergie-nucléaire - ENPRO NUC (sous-marins ou le porte-avions Charles de Gaulle).

Ces officiers sont recrutés uniquement sur contrat long de 8 ans. La carrière peut se poursuivre jusqu'à 20 années de service. Il est également possible d'accéder au statut d'officier de carrière.

### Officier spécialisé de la marine (OSM)
Les OSC rattachés au corps des officiers spécialisés de la marine sont recrutés directement dans une spécialité correspondant à la formation académique (Bac+3 minimum). Ils sont destinés à servir la marine dans la spécialité de recrutement et à ce titre assureront des fonctions d'expertise. Ils pourront assurer des fonctions de commandement lorsque celles-ci sont en lien avec leur spécialité.
Les spécialités ouvertes : 
- COA (conduite des opérations aériennes) ;
- CCA (contrôle de la circulation aérienne) ;
- TACAE (tactique aéronautique) ;
- EPNUC (énergie propulsion nucléaire) ;
- OPGDM (officier plongeur guerre des mines) ;
- INFOG (informatique générale) ;
- SECUR (sécurité) ;
- FILORH (finances, logistique, ressources humaines)
- REN (renseignement) - voie interne

Ces officiers sont recrutés uniquement sur contrat long de huit ans. La carrière peut se poursuivre jusqu'à vingt années de service. Il est également possible d'accéder au statut d'officier de carrière.

### Officier État-major (OSC EM)
Un engagement de 4 ans sur des fonctions supports (RH, logistique, droit, communication, cybersécurité, etc.). Ces opportunités sont à pourvoir tout au long de l'année au fil de l'eau, en fonction des besoins des unités.

## Armée de l'Air
Les officiers sous contrat sont rattachés à l'un des trois corps des officiers de carrière :
- officier du corps de l'air ;
- officier du corps des mécaniciens ;
- officier du corps des bases.

Après 3 mois de classes militaires à l’Ecole de l’Air, les élèves-officiers intègrent leurs unités au grade d’Aspirant puis sont nommés Sous-lieutenant après 6 mois de service. Le contrat initial d’une durée de 3 ans prend alors effet à ce moment-là. Pour les officiers du corps de l’air sous contrat, appelés OSC PN, ce contrat initial est de 10 ans. 
Les OSC de l’Armée de l’Air sont des OSC spécialistes, recrutés via une offre d’emploi sur un poste précis.
Ils peuvent aller jusqu’à 20 ans de service à raison de plusieurs contrats de 3 ou 4 ans.

## Gendarmerie nationale
Les contrats sont normalement d'une durée de 4 ans pour le premier, 8 pour les 2 autres.
Ils sont rattachés à l'un des deux corps d'officier de carrières :
- officier de gendarmerie (OG) (fonction de commandement et d'encadrement) ;
- officier du corps technique et administratif de la gendarmerie (OCTA) (fonction de spécialiste) ;

### Conditions de recrutement

#### Les OSC «encadrement» et les OSC «spécialistes»

##### Les OSC «encadrement»

###### Information des candidats à un recrutement en qualité d’OSC «encadrement»
Le nombre de places offertes pour le recrutement des OSC « encadrement » est défini annuellement par le bureau du personnel officier et publié sur le site internet : www.lagendarmerierecrute.fr.  
Les dates d'ouverture et de clôture du recrutement des OSC « encadrement » sont précisées sur ce site. 
Le recrutement des OSC « encadrement » comprend une phase de présélection et une phase de sélection, définies ci-après. 
Seuls les candidats présélectionnés sont autorisés à se présenter aux épreuves de sélection. 

###### Conditions de recrutement requises pour les OSC «encadrement»
Les candidats au recrutement en qualité d'OSC « encadrement » doivent réunir les conditions suivantes : 
- être de nationalité française ;

- ne pas être privés de leurs droits civiques ou être visés par une interdiction d'exercer un emploi public ;

- être en règle au regard des dispositions du code du service national (les candidats âgés de 25 ans et plus n'ont pas à justifier de leur participation à la journée défense et citoyenneté, en application des articles L. 113-4 et L. 114-6 du code du service national) ;

- être déclarés aptes à subir les épreuves sportives de sélection ;

- être titulaires : 
  - d'un diplôme ou titre conférant une licence de l'enseignement supérieur général ou technologique,
  - ou d'un titre ou diplôme homologué au moins au niveau II,
  - ou d'un titre ou diplôme reconnu équivalent à ces derniers (enregistré au registre national des certifications professionnelles au niveau II),
  - les candidats justifiant qu’ils accomplissent la dernière année d’études en vue de l’obtention du diplôme exigé peuvent être autorisés à se présenter aux épreuves de sélection. Les candidats sélectionnés ne sont admis à l’école des officiers de la gendarmerie nationale que s’ils justifient de la possession du titre ou diplôme exigé, avant la date fixée pour l'admission en école qui suit immédiatement cette sélection.

Les candidats doivent en outre satisfaire à des normes médicales d'aptitude, vérifiées une première fois durant la phase de sélection et une seconde fois, s'agissant des candidats sélectionnés, lors de leur arrivée en école. Ces normes sont définies par l’arrêté du 12 septembre 2016 fixant les conditions physiques et médicales d’aptitude exigées des personnels militaires de la gendarmerie nationale et des candidats à l’admission en gendarmerie (JO n° 220 du 21 septembre 2016).

###### Constitution, dépôt et transmission du dossier de candidature des OSC «encadrement»
Au plus tard à la date de clôture des inscriptions, le dossier de candidature complet doit avoir été déposé par voie télématique sur le site internet www.lagendarmerierecrute.fr, à la rubrique « Inscription », « Officier de la gendarmerie ». 
La liste des candidats inscrits est consultable sur le site internet du recrutement de la gendarmerie nationale. 

###### Composition de la commission de recrutement des OSC «encadrement»
La commission chargée du recrutement des OSC « encadrement » comprend : 
- un président : officier général ou officier supérieur de gendarmerie du grade de colonel ;
- des examinateurs : un ou plusieurs officiers de gendarmerie ;
- un ou des psychologues militaires ou civils ;
- un officier ou un sous-officier supérieur chargé de l’organisation et du contrôle des épreuves sportives.

La commission de pré-sélection est composée du président et d'un ou plusieurs examinateurs. La commission de sélection est composée du président, des examinateurs, de l’officier ou du sous-officier supérieur chargé de l'organisation et du contrôle de l'exécution des épreuves sportives et du ou des psychologues. Cette commission peut siéger en sous-commission lors des entretiens menés avec les candidats. Le secrétariat de la commission est assuré par un officier du bureau du recrutement, des concours et des examens de la direction générale de la gendarmerie nationale qui n’a ni voix délibérative, ni voix consultative. 

###### Présélection des OSC «encadrement»
La présélection des OSC « encadrement » consiste en l’examen du dossier de chaque candidat, compte tenu des besoins identifiés par la gendarmerie nationale. À l’issue de cet examen des dossiers, la commission établit la liste des candidats présélectionnés et la propose au directeur des personnels militaires de la gendarmerie nationale. Au vu de la proposition de la commission, le directeur des personnels militaires de la gendarmerie nationale arrête la liste nominative des candidats présélectionnés, classés par ordre alphabétique. 
Elle est consultable sur le site internet : www.lagendarmerierecrute.fr. 

###### Sélection des OSC «encadrement»
Les épreuves de sélection des OSC « encadrement » ont lieu dans un ou plusieurs centres d’examen en métropole. Les candidats doivent présenter une pièce d’identité ainsi que leur convocation. Les épreuves de sélection sont notées de 0 à 20. La sélection comprend trois étapes définies ci-après. 
- Entretien et tests psychotechniques

Les candidats présélectionnés sont convoqués par le bureau du recrutement, des concours et des examens pour passer des tests psychotechniques. Lors des épreuves orales, ils sont reçus en entretien individuel par un psychologue. Cet entretien et ces tests visent à éclairer la commission sur l'adaptabilité du candidat à l'emploi. 
- Visite d'aptitude médicale préliminaire

Les candidats reçoivent une convocation d'un centre de sélection et de concours pour passer une visite médicale d'aptitude auprès d’un médecin militaire. Le certificat médico-administratif d’aptitude initiale (formulaire 620-4*/12) établi par ce médecin est le seul qui atteste de l'aptitude physique d'un candidat. Ce médecin peut déclarer le candidat apte, inapte temporairement ou inapte définitif. Pour cette visite, les candidats doivent se munir de tous les documents médicaux en leur possession (carnet de santé, carnet de vaccinations, compte rendu d’hospitalisation, radiographie, examen ophtalmologique, carte vitale…). 
- Épreuves de sport et entretien avec la commission

La sélection comprend des épreuves de sport et un entretien avec la commission de sélection, qui peut siéger en sous-commissions composées de deux membres au minimum. Cet entretien est destiné à apprécier la motivation des candidats ainsi que leur aptitude à servir comme officier de gendarmerie.

###### Réglementation des épreuves
Lors des épreuves de sélection, il est interdit aux candidats : 
- d’introduire dans le lieu des épreuves tout document, note ou matériel non autorisé ;
- de communiquer entre eux ou de recevoir quelque renseignement que ce soit ;
- de sortir de la salle de préparation ou d’examen sans autorisation.

Les candidats doivent se prêter aux surveillances et vérifications nécessaires. 
Toute fraude, toute tentative de fraude ou toute infraction au règlement des épreuves entraîne l’exclusion du recrutement sans préjudice, le cas échéant, de l’application des dispositions pénales en vigueur. 
Toute exclusion est prononcée par le président de la commission qui peut, en outre, proposer au ministre d’État, ministre de l’intérieur l’interdiction temporaire ou définitive de se présenter à un recrutement ultérieur. Aucune décision ne peut être prise sans que l’intéressé n’ait été convoqué devant la commission et mis à même de présenter sa défense. Tout candidat qui, sans motif valable porté en temps utile à la connaissance du président de la commission, ne se présente pas à l'une des épreuves de sélection ou qui se présente après l’heure de convocation est éliminé. 
Un candidat qui ne se présente pas à l'une des épreuves de sélection, pour cas de force majeure dûment constaté, peut être autorisé par le président de la commission à subir cette épreuve à une date ultérieure qui doit obligatoirement se situer avant la fin des épreuves de sélection. 
Lorsque l’empêchement est d’ordre médical, cette décision est prise après avis d’un médecin militaire. 
Toute épreuve non effectuée avant la fin des épreuves de sélection est sanctionnée par l’élimination du candidat. 
Les épreuves sportives se déroulent sous le contrôle d’un officier ou d’un sous-officier supérieur, éventuellement assisté de moniteurs. 
Les candidats effectuent obligatoirement dans le même ordre les différentes épreuves sportives qui sont réalisées sur une durée maximale d’une journée. 
Tout candidat qui ne se présente pas à une épreuve sportive, pour cas de force majeure dûment constaté, peut être autorisé sur décision du président de la commission à subir l’épreuve avec une autre série (s'il en existe une autre). 
Si celle-ci est programmée à une date ultérieure, le candidat repasse la totalité des épreuves sportives. 
Si les circonstances atmosphériques l’imposent, le président de la commission peut décider, sur proposition de l’officier ou du sous-officier supérieur chargé du contrôle des épreuves sportives, de différer une ou plusieurs des épreuves, sans que le report ne dépasse le cadre d’une journée. 
Si toutes les épreuves sportives n’ont pas pu être réalisées dans la même journée, elles doivent être à nouveau organisées pour l’ensemble des candidats. 
La note zéro est attribuée aux candidats qui ont débuté une épreuve sportive sans pouvoir la terminer, notamment pour cause de blessure. 
Au cours d'une même année de recrutement et à leur demande, les candidats à plusieurs concours de recrutement d'officiers de la gendarmerie nationale prévus aux 1° et 4° de l'article 6 du décret n° 2008-946 du 12 septembre 2008 portant statut particulier du corps des officiers de gendarmerie ou aux 1° et 3° de l'article 5 du décret n° 2012-1456 du 24 décembre 2012 portant statut particulier des officiers du corps technique et administratif de la gendarmerie nationale, et au recrutement sur sélection des officiers sous contrat encadrement peuvent effectuer une seule fois les épreuves sportives. Les performances ainsi obtenues sont prises en compte pour les concours ou pour la sélection précités. La note de sport en résultant dépend du coefficient et de la note éliminatoire fixés pour chaque concours ou sélection. 

###### Publication de la liste des candidats sélectionnés
À l’issue des épreuves de sélection, la commission propose au directeur des personnels militaires de la gendarmerie nationale la liste des candidats qui peuvent être sélectionnés. Cette liste est établie en fonction des besoins de la gendarmerie nationale, au regard des résultats des épreuves de sélection. Le directeur des personnels militaires de la gendarmerie nationale arrête la liste alphabétique des candidats sélectionnés, laquelle est publiée sur le site www.lagendarmerierecrute.fr.

##### Les OSC «spécialistes»
Indépendamment du recrutement des OSC « encadrement », le recrutement d'OSC « spécialistes » peut intervenir en cours d'année afin de répondre à des besoins spécifiques. Les candidats doivent être de nationalité française, ne pas être privés de leurs droits civiques, ne pas être visés par une interdiction d'exercer un emploi public et être en règle au regard des dispositions du code du service national. Les candidats doivent également satisfaire aux normes médicales d'aptitude fixées par l’arrêté du 12 septembre 2016 (JO n° 220 du 21 septembre 2016). Les candidats doivent en outre remplir, le cas échéant, les critères nécessaires pour honorer l’emploi particulier auquel ils postulent. La sélection est réalisée sur dossier. Si la nature de l’emploi le nécessite, un ou plusieurs entretiens de sélection peuvent également être organisés.

### Formation et emploi

#### Formation des OSC «encadrement»
Les candidats retenus pour servir en qualité d'OSC « encadrement » suivent une formation dispensée à l'École des officiers de la gendarmerie nationale (ÉOGN) à Melun (77), destinée à leur délivrer les compétences nécessaires pour encadrer ou commander une unité opérationnelle. 
Leur formation revêt quatre objectifs transverses : 
- forger l'identité d'officier dans le respect de la Constitution, des traités internationaux  ;
- notamment de la convention européenne de sauvegarde des droits de l'homme et des libertés fondamentales ;
- des principes généraux du droit, des lois et règlements de la République et des règles déontologiques ;
- préparer des chefs militaires capables de faire face à des situations de crise ou de conflits armés;
- acquérir les connaissances administratives, juridiques et techniques nécessaires au commandement d'une unité élémentaire dans la dominante maintien de l'ordre ;
- développer les qualités d'ouverture et de compréhension de l'environnement humain, social et professionnel.

##### Convocation en école
Les candidats sélectionnés sont convoqués par l'ÉOGN pour leur incorporation en école qui a lieu début août, en règle générale. 
Les candidats sélectionnés qui ne répondent pas à cette convocation ou qui refusent de souscrire un contrat d'engagement perdent le bénéfice de leur sélection. 

##### Visite médicale d'incorporation
Les élèves officiers sous contrat (ÉOSC) sont soumis à une visite médicale d'incorporation, qui confirme ou infirme les résultats de la visite d'aptitude médicale préliminaire, réalisée lors de la phase de sélection des candidats. Les conditions physiques et médicales exigées sont fixées par l'arrêté du 12 septembre 2016 (JO n° 220 du 21 septembre 2016). 
Les élèves déclarés inaptes sont informés de la dénonciation de leur contrat pour inaptitude physique préexistant à la signature du contrat. Pour les élèves présentant une inaptitude médicale temporaire , un ajournement peut être proposé. 

##### Cycle de formation initiale des OSC «encadrement»
La formation initiale des OSC « encadrement» se déroule sur une période de dix mois, au sein du 3e groupement de l'ÉOGN. Cette période comprend la formation de trois mois, commune à tous les EOSC, à l'issue de laquelle ceux qui ne détiennent pas le grade d'aspirant sont appréciés et classés en vue de leur nomination ou non à ce grade. La formation initiale permet en particulier de délivrer les compétences nécessaires pour un premier emploi en unité opérationnelle, dans la dominante maintien de l'ordre : 
- chef de section (dispensée à tous les ÉOSC, quelle que soit leur origine civile ou militaire) ;
- maîtrise des techniques d'intervention professionnelle (stage de commandement à l'intervention professionnelle - SCIP, avec possibilité d'obtention du brevet de moniteur d'intervention professionnelle - MIP) ;
- préparation au premier emploi de la dominante maintien de l'ordre (MO).

##### Hébergement durant la scolarité
Les élèves sont hébergés dans les locaux de l'ÉOGN sous le régime de l'internat.

#### Affectation en sortie d'école des OSC «encadrement»
La première affectation est choisie par les élèves à l'issue de leur cycle de formation initiale :
- en fonction du rang de classement de chacun ;
- parmi les places offertes au choix par la direction générale de la gendarmerie nationale.

#### Emploi des OSC «encadrement»
En première affectation, les OSC « encadrement» sont destinés à commander un peloton de gendarmerie mobile. Dans un second temps, ils peuvent continuer à servir à la tête d'un peloton de gendarmerie mobile ou être orientés vers le commandement d'une unité élémentaire de la garde républicaine (peloton ou section), de la gendarmerie départementale (PSIG, COB, BTA), ... 
Dans les affectations suivantes, la réussite dans l'emploi conditionnera l'accès à des fonctions de niveau supérieur (adjoint de commandant de compagnie de gendarmerie départementale, commandant d'escadron de gendarmerie mobile, ...). 

#### Formation et emploi des OSC«spécialistes»
L'affectation des OSC «spécialistes », recrutés pour répondre à des besoins spécifiques, est définie par la direction générale de la gendarmerie nationale (bureau du personnel officier). Les intéressés peuvent éventuellement bénéficier d'une formation adaptée aux exigences de leur emploi. Les candidats sélectionnés pour être recrutés en qualité d'OSC « spécialistes », qui ne détiennent pas le grade d'aspirant, suivent une formation préalable de trois mois au sein de l'ÉOGN en qualité de militaire engagé. À l'issue de cette formation, ils sont appréciés et classés en vue de leur nomination, ou non, au grade d'aspirant. 

#### Formation continue des OSC «encadrement» et «spécialistes»
Durant leur carrière, les OSC peuvent suivre des stages et des formations en lien avec leur domaine de compétence ou dans l'objectif de développer leur connaissance de la gendarmerie et des années, à la demande de leur autorité d'emploi. Ils ont également accès aux différents stages de formation spécifiques ainsi qu'aux différents concours de l'enseignement militaire supérieur, dans les mêmes conditions que les militaires de carrière du corps de rattachement.

##### Ouvrages sur les OSC Encadrement de l'Armée de Terre
- Engagé, de Nicolas Barthe et Alexandre Kauffmann (2011)
- Aspirant Vaudour, de Mathieu Vaudour (2017)